# Filmora
Filmora ist eine kostenpflichtige Software zur Videobearbeitung, die durch eine einfache Benutzeroberfläche speziell für den Heimanwenderbereich zugeschnitten ist. Für das Programm kann eine Dauerlizenz oder ein Abonnement erworben werden.

## Funktionen
Zu den grundlegenden Funktionen gehören Videoschnitt (auch in HD), Audiobearbeitung, zahlreiche Videoeffekte, vielfältige Überblendungen, Effekte (z. B. für Farbkorrektur und Blue-/Greenscreen) und andere nützliche Hilfsmittel wie die Erzeugung von Texten usw. Daneben kann die Software zahlreiche Videoformate wie zum Beispiel AVCHD, MPEG, MOV und AVI öffnen bzw. einlesen und auch in unterschiedlichen Videoformaten speichern.

## Benutzeroberfläche
Die Oberfläche des Programms ist an den Bedürfnissen von Videoschnitt-Einsteigern orientiert und besteht aus klar definierten Fenstern. Die wichtigsten sind der Monitor (Vorschau des bearbeiteten Films mit Buttons zum Abspielen und Anhalten sowie einem „Shuttle“ zum Vor- und Zurückspulen), der (Zeitbalken mit den in das Projekt eingefügten Audio- und Videoclips auf einer anpassbaren Anzahl an Audio- und Videospuren) und ein Medienmanager, in dem die zu bearbeiteten Video- und Audiodokumente zentral bearbeitet werden können.